# Tricondyloides armatus
Tricondyloides armatus es una especie de escarabajo longicornio del género Tricondyloides, tribu Parmenini, familia Cerambycidae. Fue descrita científicamente por Montrouzier en 1861.
Se distribuye por Oceanía: Nueva Caledonia. Mide 6-9 milímetros de longitud.